# Nyohor Badiane
Nyohor Badiane (1º novembre 1993) è un giocatore di football americano francese che gioca come offensive lineman per i Paris Musketeers.

## Palmarès
- 1 World Games (2017)
- 1 Europeo (2018)
- 3 Casque de Diamant (Flash de La Courneuve, 2017, 2018, 2022)